# Standard Robot Command Interface
Der Technologiestandard Standard Robot Command Interface (SRCI) erlaubt es, jeden kompatiblen Roboter über jede kompatible SPS zu programmieren. Das SRCI wurde von einem Arbeitskreis bestehend aus Roboterherstellern und SPS-Herstellern unter der Koordination von Profibus & Profinet International (PI) definiert und veröffentlicht und wird von PLCopen (Motion Control) und der VDMA/OPC Foundation (VDMA OPC Robotics Initiative) unterstützt.

## Systemaufbau
SRCI erleichtert die standardisierte Programmierung und den Betrieb von Industrie- und kollaborativen Robotern, unabhängig von der jeweiligen SPS oder dem Roboterhersteller. Es erreicht dies durch die Standardisierung der Kommunikation zwischen der Robotersteuerung und der SPS.

## Anwendernutzen
In der Praxis stellt SRCI Roboterbefehle als Funktionsblöcke innerhalb des Engineering-Tools für die SPS-Programmierung bereit. Dies bedeutet, dass Kunden ihre gesamte Maschine, einschließlich des Roboterprogramms, in derselben Entwicklungsumgebung programmieren können. Darüber hinaus ermöglichen SRCI-basierte Systeme den Anwendern, ihre eigenen kundenspezifischen Bedienbildschirme zu erstellen, was die Benutzerfreundlichkeit sowohl für das Bedien- als auch für das Wartungspersonal erheblich verbessert.

## Marktrelevanz
Im Jahr 2020 begannen bei PI (PROFIBUS & PROFINET International) die Arbeiten an der standardisierten Datenschnittstelle SRCI (Standard Robot Command Interface). Bis zum Jahr 2024 haben fünf Hersteller Produkte mit dieser Schnittstelle auf den Markt gebracht und sieben weitere haben ihre Produkte für die nächsten Monate angekündet. Gemäß den Aussagen von PI entspricht dies 75 Prozent des Marktes.

## Funktionsprinzip
SRCI basiert auf einem Remote Procedure Call System. Es erfordert zwei Haupt-Softwarekomponenten:
- Server (Interpreter): Der Server, der auch als Interpreter bezeichnet wird, befindet sich auf der Robotersteuerung. Er bearbeitet eingehende Anfragen vom Client (der auf der speicherprogrammierbaren Steuerung oder SPS läuft).[8]
- Client: Der Client, der auf der SPS läuft, ruft die Serverfunktionen auf, indem er Befehlsnachrichten mit den entsprechenden Argumenten an die Robotersteuerung sendet. Nach Erhalt des Befehls führt die Robotersteuerung die angegebene Funktion aus und sendet befehlsspezifische Antwortmeldungen zurück.[9][10]

Die SRCI-Kommunikation zwischen SPS und Robotersteuerung ist feldbusagnostisch, d. h. sie kann über PROFINET (isochroner Betrieb ist nicht erforderlich), aber auch über andere Feldbusse realisiert werden.

## Profile und Funktionen
SRCI spezifiziert über 115 Befehle, die von einfachen Fahrbefehlen (z. B. lineare Bewegungen) bis hin zu komplexeren Befehlen wie Kraftsteuerung reichen.
Um eine SRCI-Funktion zu nutzen, muss sie sowohl vom Server als auch vom Client unterstützt werden. Diese Befehle werden in verschiedene Gruppen eingeteilt:
- Profil Core: Bietet grundlegende Befehle und die Kernfunktionalitäten der Schnittstelle. Jede SRCI-Implementierung in einer breiten Version unterstützt mindestens die Befehle in diesem Profil.
- Erweitertes Profil und optionale Befehle: Hersteller können Befehle aus diesen Gruppen individuell zu ihren Implementierungen hinzufügen.

Welche Befehle von welchem Hersteller unterstützt werden, soll in der SRCI-Herstellerkarte nachgeführt werden.

## Spezifikation
Das Standard Robot Command Interface ist in einer Richtlinie von PI festgelegt und steht in der Version 1.4 allen Mitgliedern zum kostenlosen Download bereit. Für Anwender werden von Integratoren entsprechende Softwarebibliotheken angeboten.